# Juvigny (Haute-Savoie)
Juvigny település Franciaországban, Haute-Savoie megyében. Lakosainak száma 634 fő (2022. január 1.). Juvigny Cranves-Sales, Saint-Cergues és Ville-la-Grand községekkel határos.

## Népesség
A település népességének változása:
| Lakosok száma | 641  | 650  | 659  | 639  | 634  | 630  | 629  | 629  | 634  |
|               | 2013 | 2015 | 2016 | 2017 | 2018 | 2019 | 2020 | 2021 | 2022 |